# 東武20000系電車
東武20000系電車（とうぶ20000けいでんしゃ）は、東武鉄道の通勤形電車である。
ベースとなる20000型と、マイナーチェンジ車である20050型電車と20070型電車、またこれらをワンマン・4両化した20400型電車に分類でき、さらに20400型については20410型電車・20420型電車・20430型電車・20440型電車の4種に細分化される。
本項では個々の編成を表す場合、浅草・中目黒寄り先頭車の車両番号の末尾に「F」（「編成」を意味する英語Formationの頭文字）を付して表記する。

## 概説
伊勢崎線と帝都高速度交通営団（現・東京地下鉄）日比谷線との直通運転に使用されていた2000系の置き換えおよび車両冷房化を目的に製造され、1988年（昭和63年）3月25日に営業運転を開始した。
24編成192両が導入され、製造はアルナ工機・東急車輛製造が担当した。投入時期によって仕様が異なり、20000型・20050型・20070型の3種に分けられる。
1995年にアルナ工機で製造された伊予鉄道610系電車は前面形状こそ独自設計の非貫通型であるが、側面窓配置は20000型に準じている。

## 形式概要
以下は時制にかかわらず、特記がなければ現役当時の情報を指す。
乗り入れ先となる日比谷線の当時の規格に合わせて18 m級車体となっており、編成はすべて制御車・電動車のみのMT比6M2T・8両固定編成で構成されている。
非常用ドアコックは、地上専用車とは異なり東京メトロの車両と同じものが使用されている。また、非常通報ボタンの下にも東京メトロの車両と同じ注意書きプレートが掲出されている。
1996年（平成8年）後半頃、車体側面に「日比谷線 直通」と表記したプレートが設置された。

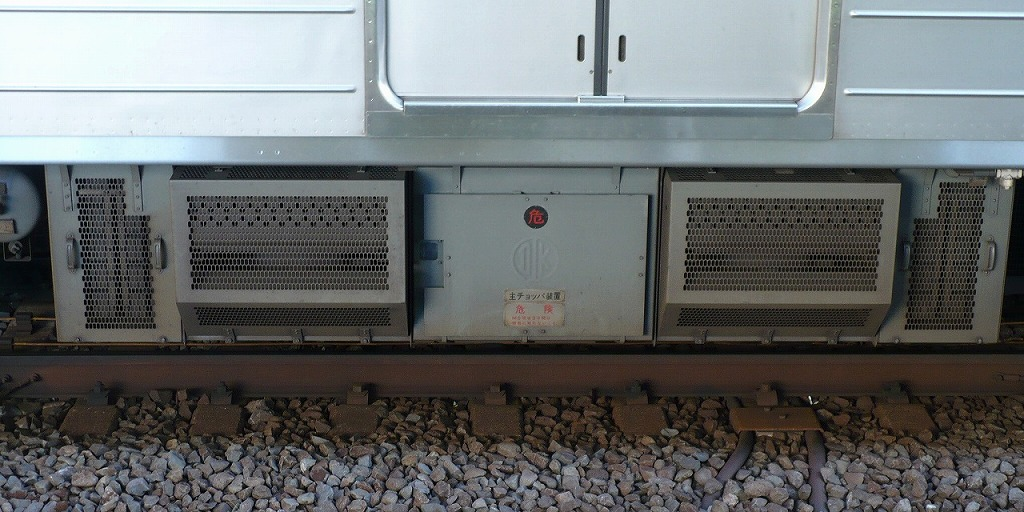
20000型のAFEチョッパ制御装置
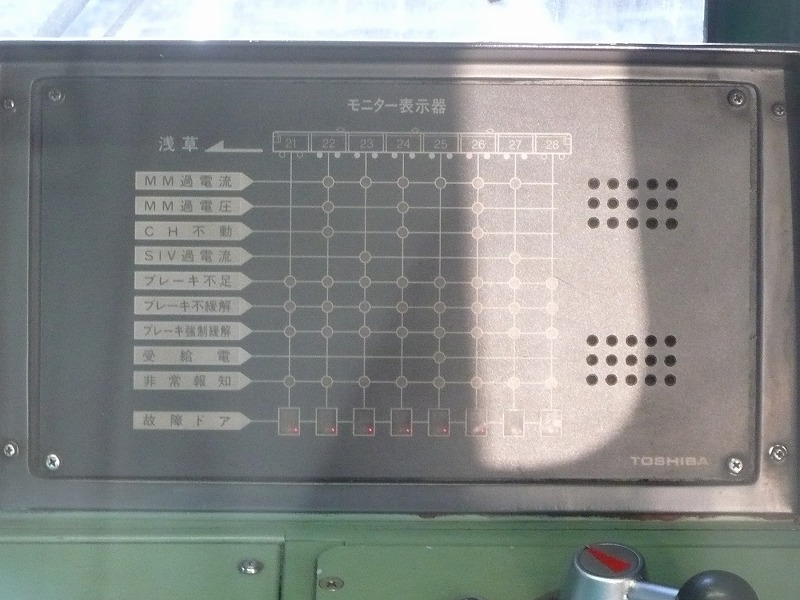
20000型の運転台モニタ表示器

### 20000型

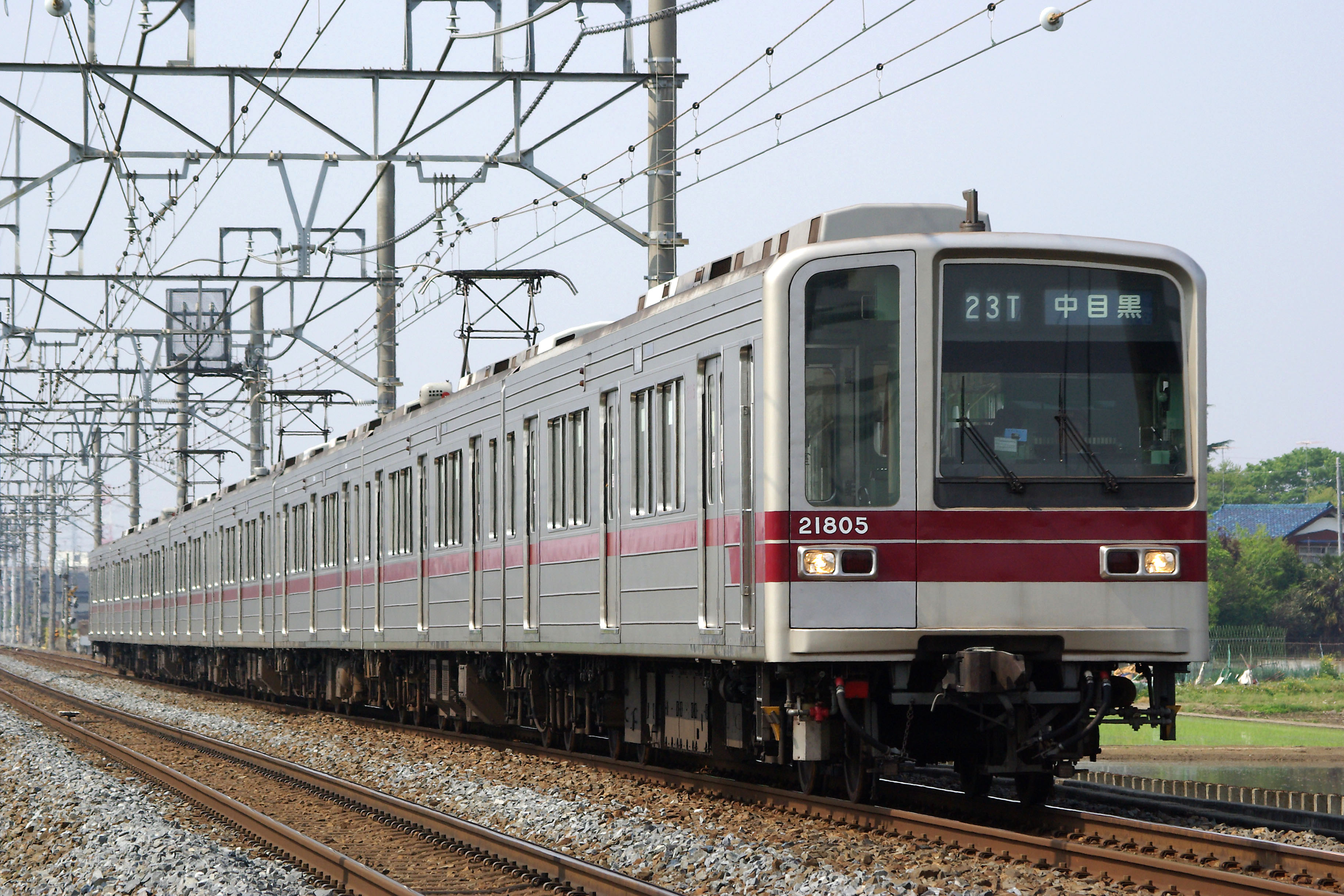
20000型
（2008年4月27日 姫宮駅 - 東武動物公園駅間）

1988年から1992年（平成4年）までに8両編成13本（104両）が製造された。
ほぼ同時期に導入された10030系に準じて、オールステンレス製軽量車体構造およびボルスタレス台車が採用された。両開き3扉車の窓配置はdD2・2D2・2D1と本系列独特の配置としている。正面の非常口は車掌台側の端に寄せており、運転台スペースが広く取られている。
主回路制御は有楽町線直通用の9000系と共通の、AFE（自動界磁励磁制御）式主回路チョッパ制御を採用している。主電動機は10000系列との共通の、出力140 kWの直流複巻電動機を採用している。
21803Fは、2007年11月10日から同年11月30日までの期間限定で「東武鉄道創立110周年記念トレイン」として運用され、車内には同社の歴代車両のポスターが掲出された。
21811Fは1995年3月20日に発生した地下鉄サリン事件で被害に遭った編成である。

### 20050型

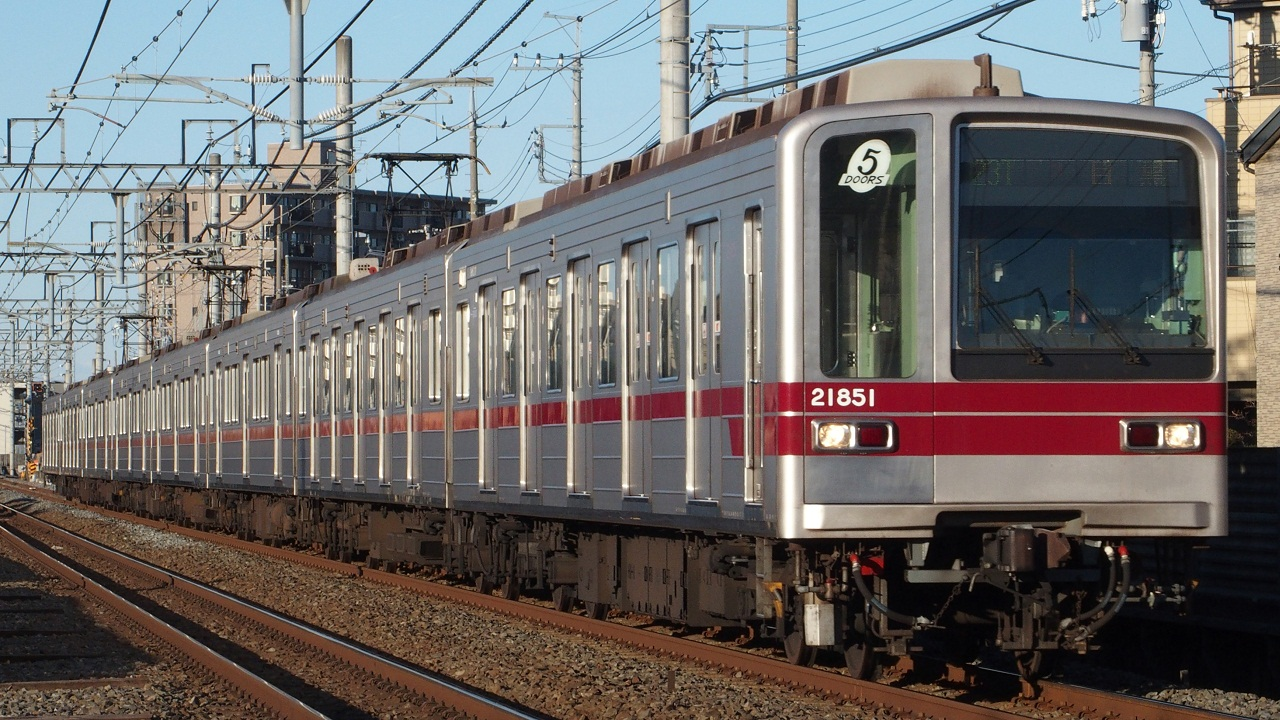
20050型
（2015年1月3日 北越谷駅 - 大袋駅間）

1992年からは仕様を変更し、日比谷線での朝ラッシュ時の混雑緩和を目的として編成の前後各2両を5扉車としている。同年12月29日より運行を開始。8両編成8本（64両）が製造され、先頭車の正面には5扉車であることを示す「5DOORS」マークを掲出する。
主要機器の見直しも行われ、主回路制御にGTOサイリスタ素子によるVVVFインバータを採用するとともに、LED式行先表示器や液晶式車内案内表示器（シャープ製。5扉車の増設ドアを除く全ドア配置）、ドアチャイムなどを装備している。このうち液晶表示器は維持費がかかり、液晶ディスプレイ自体の劣化も進んでいため、1999年（平成11年）に9050系のものとともに撤去し、その位置は広告枠とされた。
本形式から自動放送装置を設置した。伊勢崎線内・日比谷線内ともに女性の声で英語放送にも対応している。伊勢崎線内では当初男性の声であったが、2011年頃に50050系などと同じ女性の声に更新され、英語放送に対応した。なお日比谷線内での自動放送は東京メトロ発足後しばらく使用されていなかったが、2004年秋頃に使用を再開した。
導入当初は東武線内では5扉開閉での運用を行っていなかったが、1993年（平成5年）3月1日から日比谷線03系とともに5扉開閉を開始した。この時は、以降の混乱を避けるため同年2月26日から2月28日まで朝ラッシュ時の8本の列車のみで試験的に実施していた。2014年（平成26年）時点での5扉車の3扉開閉は、整列乗車のために始発駅でのみ行われ、発車後に車掌より次の駅から5扉すべて開閉する旨のアナウンスがなされている。
2000年（平成12年）3月8日に中目黒駅構内で発生した脱線衝突事故により、21852Fの中間車2両（モハ23852・モハ24852）の車体が2001年（平成13年）4月に東急車輛製造において代替製造された。

### 20070型

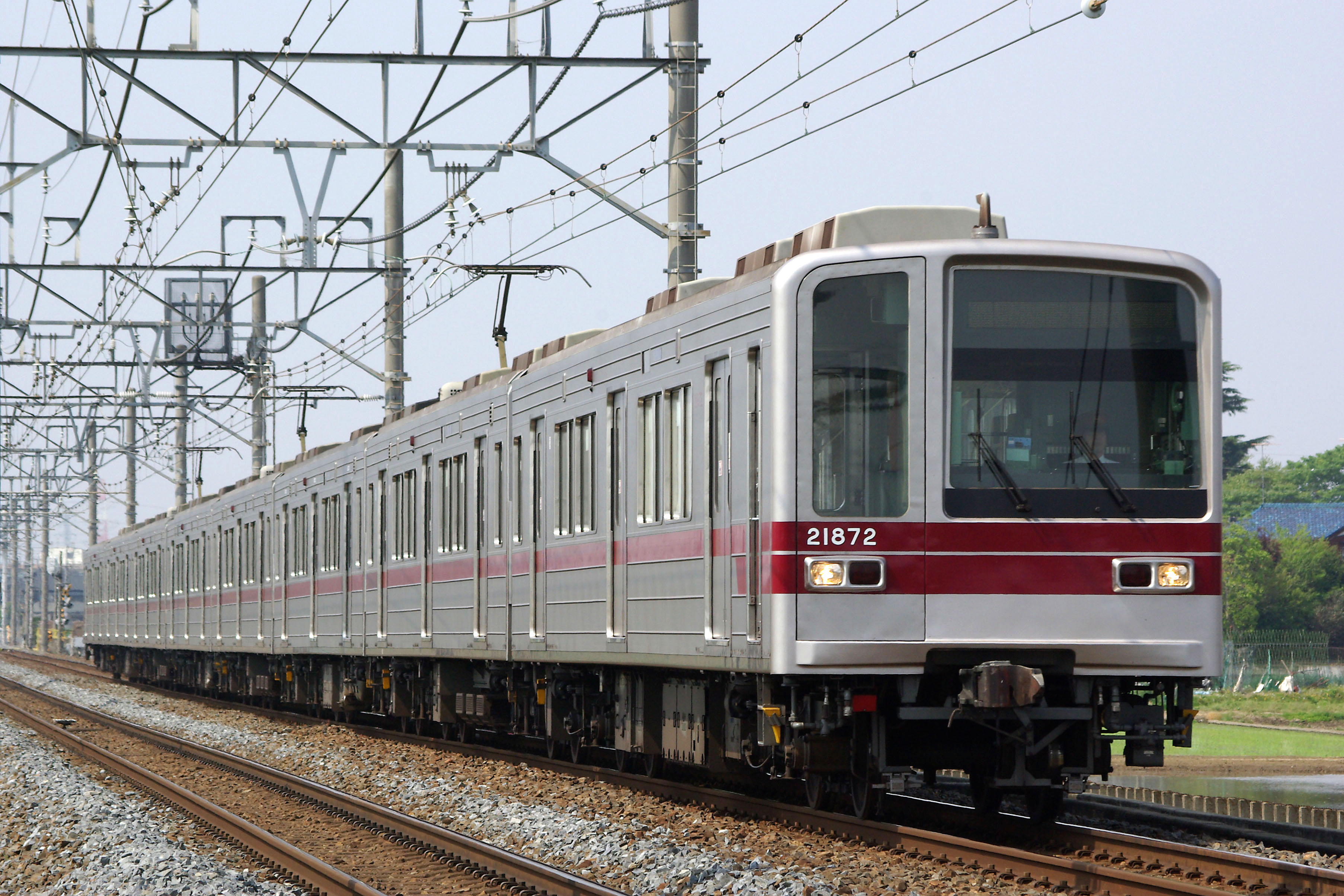
20070型
（2008年4月27日 姫宮駅 - 東武動物公園駅間）

列車増発用として1996年（平成8年）より8両編成3本（24両）が製造され、1997年（平成9年）3月25日に運行を開始した。
5扉車の所要編成数に達していたことから、両端の5扉車を3扉車に戻している。主要機器はおおむね20050型に準じているが、シングルアーム式パンタグラフ、30000系に準じたLEDスクロール式車内案内表示器（千鳥配置）を装備している。さらに補助電源装置は東芝IGBT方式SIV（190 kVA）に変更の上容量増強した。車体では、戸閉装置を変更し、側扉のガラスを複層ガラスに変更した。

## 20400型
日比谷線直通列車は2017年（平成29年）から20m級車体・7両編成の70000系による置き換えが開始され、これによって余剰となる20000系については、同年6月の有価証券報告書にて「4両編成・ワンマン化改造工事」の予定があることが明らかにされた。その後、2018年6月の東武宇都宮線の利用促進キャンペーン「東武宇都宮線フリー乗車DAY」の詳細公開で形式が20400型となること、宇都宮線で運用されることが明らかとなった。その後、2018年7月に20000型を改造した20400型電車が報道陣向けに公開された。
改造工事は館林派出所にて日立製作所と津覇車輌工業の2社により実施され、2018年4月から2022年4月にかけて4両編成22本が竣工した。

### 分類
種車の組み合わせにより4種に分類され、20410型と20420型が各3本、20430型と20440型が各8本となっている。

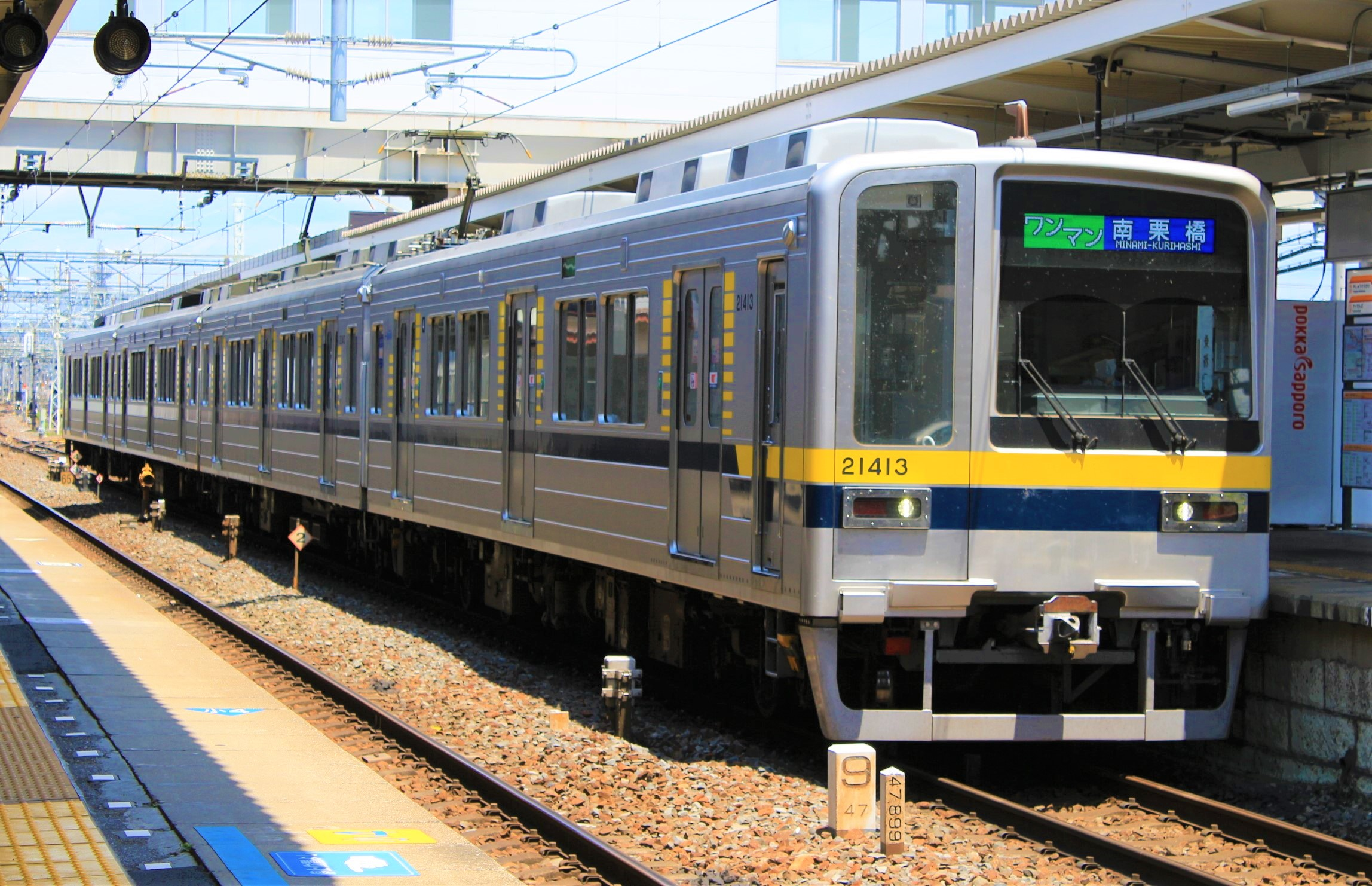
20410型 （2020年6月20日 新栃木駅）  20070型を種車とし、IGBT素子のSIVを備える。
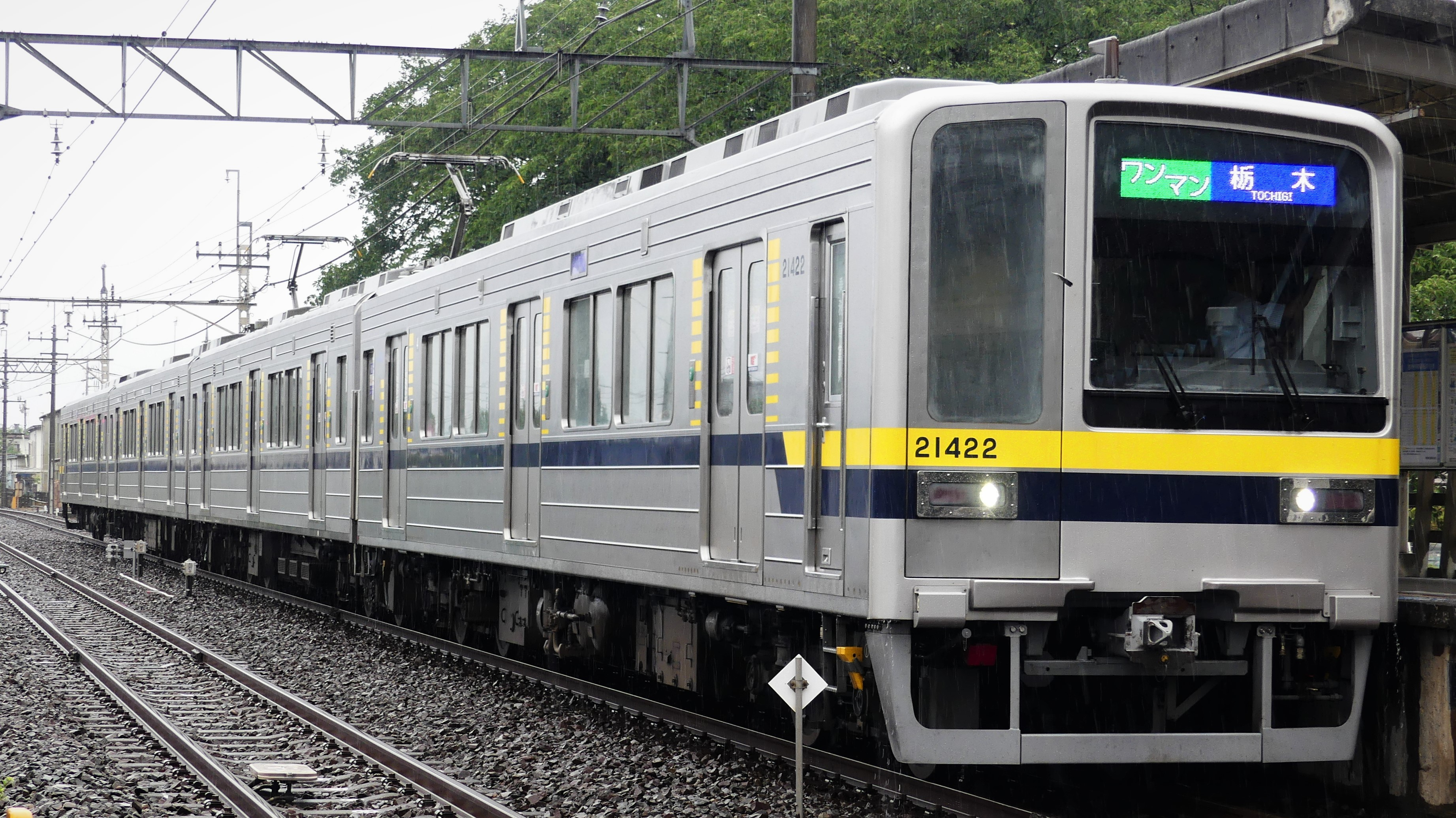
20420型 （2019年6月25日 国谷駅）  20000型の先頭車と20070型の中間車を種車とし、IGBT素子のSIVを備える。
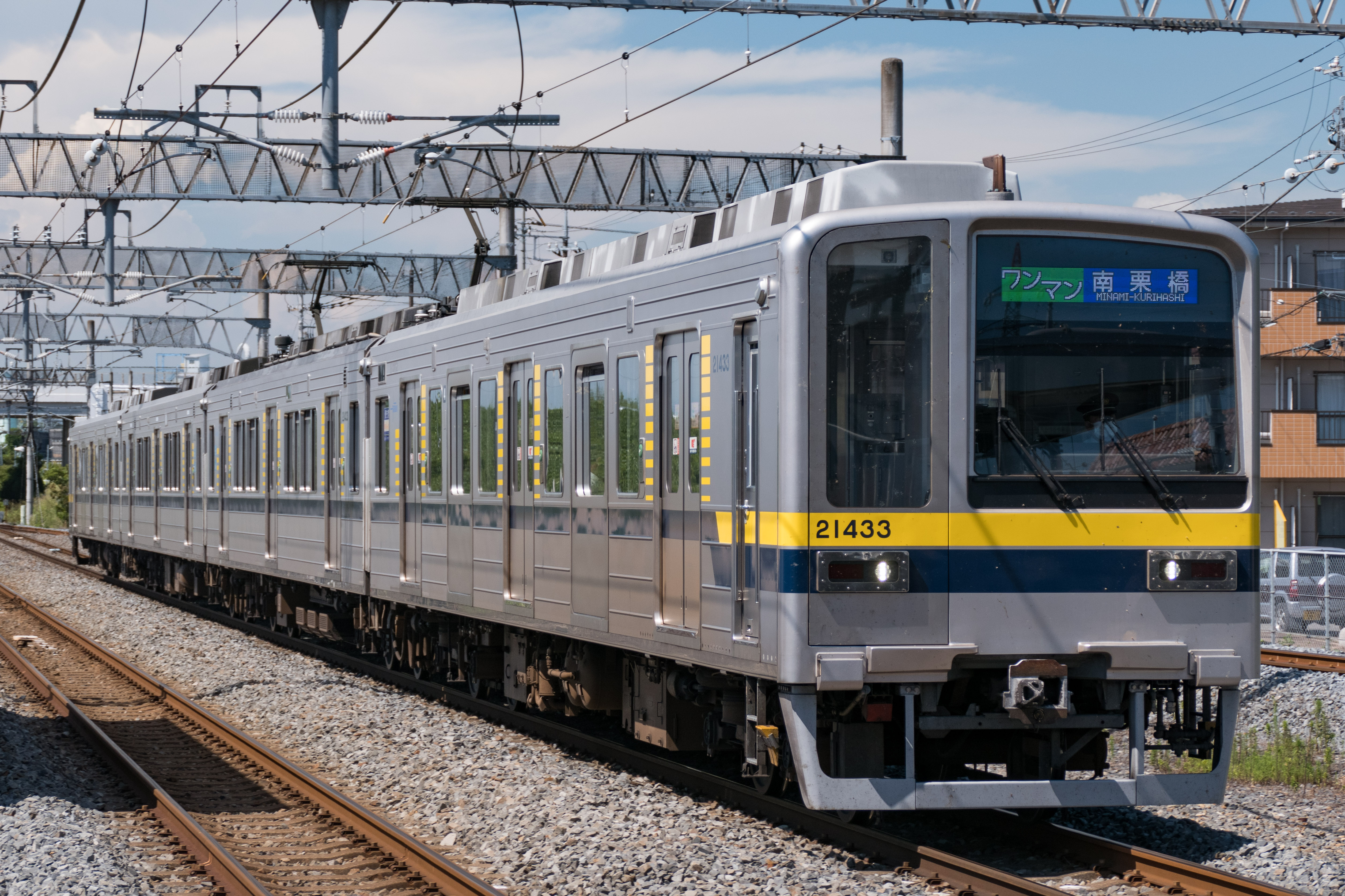
20430型 （2021年8月5日 板倉東洋大前駅）  20050型を種車としており、先頭車が元5扉車である。GTO素子のSIVを備える。
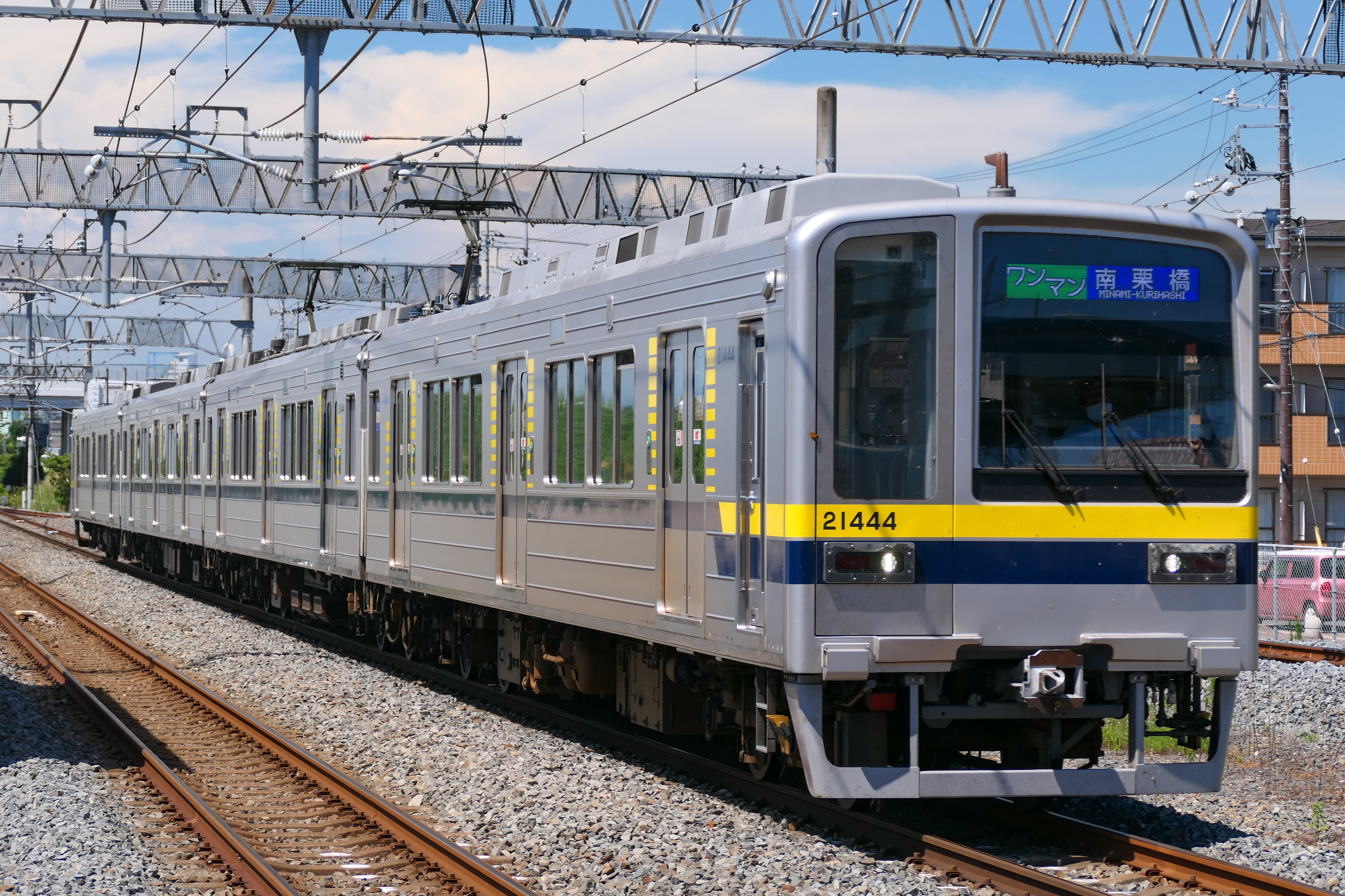
20440型 （2021年8月5日 板倉東洋大前駅）  20000型の先頭車と20050型の中間車を種車としており、3号車が元5扉車である。GTO素子のSIVを備える。

中間車の先頭車化をしないことと、中間車はVVVF車（=20050型・20070型）のみで構成することを条件とし、さらに機器の移設を避けた上で5扉車も可能な限り避ける形で種車が選定されており、具体的には下表の形になっている。
| 20000型（13本中11本を使用） | 20000型（13本中11本を使用） | 20000型（13本中11本を使用） | 20000型（13本中11本を使用） | 20000型（13本中11本を使用） | 20000型（13本中11本を使用） | 20000型（13本中11本を使用） | 20000型（13本中11本を使用） | 20000型（13本中11本を使用） | 20000型（13本中11本を使用） |
| --------------------------- | --------------------------- | --------------------------- | --------------------------- | --------------------------- | --------------------------- | --------------------------- | --------------------------- | --------------------------- | --------------------------- |
| 形式                        | 形式                        | クハ21800形                 | モハ22800形                 | モハ23800形                 | モハ24800形                 | モハ25800形                 | モハ26800形                 | モハ27800形                 | クハ28800形                 |
| 搭載機器                    | 搭載機器                    | CP                          | CHOP                        | G-SIV,CP                    | CHOP                        | CP,CP                       | CHOP                        | G-SIV                       | CP                          |
| 転用先                      | 3本                         | 20420型へ                   | －                          | －                          | －                          | －                          | －                          | －                          | 20420型へ                   |
| 転用先                      | 8本                         | 20440型へ                   | －                          | －                          | －                          | －                          | －                          | －                          | 20440型へ                   |
| 20050型（8本全て使用）      |                             |                             |                             |                             |                             |                             |                             |                             |                             |
| 形式                        | 形式                        | クハ21850形                 | モハ22850形                 | モハ23850形                 | モハ24850形                 | モハ25850形                 | モハ26850形                 | モハ27850形                 | クハ28850形                 |
| 搭載機器                    | 搭載機器                    | CP                          | VVVF                        | G-SIV,CP                    | VVVF                        | CP,CP                       | VVVF                        | G-SIV                       | CP                          |
| 転用先                      | 8本                         | 20430型へ                   | －                          | 20430型へ（逆順）           | 20430型へ（逆順）           | －                          | 20440型へ                   | 20440型へ                   | 20430型へ                   |
| 20070型（3本全て使用）      |                             |                             |                             |                             |                             |                             |                             |                             |                             |
| 形式                        | 形式                        | クハ21870形                 | モハ22870形                 | モハ23870形                 | モハ24870形                 | モハ25870形                 | モハ26870形                 | モハ27870形                 | クハ28870形                 |
| 搭載機器                    | 搭載機器                    | CP                          | VVVF                        | I-SIV,CP                    | VVVF                        | CP,CP                       | VVVF                        | I-SIV                       | CP                          |
| 転用先                      | 3本                         | 20410型へ                   | 20410型へ                   | 20410型へ                   | －                          | －                          | 20420型へ                   | 20420型へ                   | 20410型へ                   |

### 改造内容
外観と車体
「SL大樹」のイメージカラーである濃紺色に黄色を加えたデザインとして、外観を一新した。濃紺色に変更した帯は元の輪郭を残しつつ、先頭部は2段のうち上段を黄色としている。さらに扉位置の視認性向上のためドア横に黄色のストライプを配置した。
機器面では前照灯・尾灯をLED式とし、新たなデザインの新規品に交換している。横並びのユニットになっている点は変わらないが、左右の配置が入れ替わっている。
また20050型の5扉車を種車とする車両については、両端と中央を除く2箇所の扉を撤去して3扉へと改造している。扉の撤去箇所は開口部を封鎖して1100 mm幅の下降窓を設置し、車内側には座席とヒーター、荷棚を設置した。さらにドアスイッチ設置にあたり、既存の戸袋窓は一部で幅を狭めている。
車内と接客設備
70000系の意匠をベースにリニューアルしており、内張り・床材・腰掛などを交換。座席端には大型の袖仕切を設置した。
またフリースペースを中間車に新設、2号車と3号車の連結部、向かって左側にそれぞれ配置している。
側引戸には東武鉄道初となる個別ドア開閉ボタン（車外は開ボタン、車内は開閉ボタン）を設置、さらに鴨居部の案内表示器を横長のLCD式（コイト電工「パッとビジョン」）とし、千鳥配置に変更した。
その他、放送装置には自動案内放送装置を新たに設置している。
車外では種別・行先表示器をフルカラーLED（コイト電工セレクトカラータイプ）に変更、またクーラーを東芝製RPU-4019Aに統一した。
運転・走行機器
ワンマン化対応として乗務員室内の機器類を新設・変更しているほか、運転台コンソールを一新するとともに主幹制御器を左手操作式のワンハンドルマスコンに変更した。さらにモニタ装置を日立製 Synaptra に変更、また運転台下の足元に温風式ヒーターを新設している。
パンタグラフはシングルアーム式・強制上昇装置付きのPT7112-Aを浅草方から2両目に2台設置。既存の下方交差型を交換した上で増設している（20070型が種車の場合は増設のみ）。
電動空気圧縮機（CP）はHS-20Cを先頭車に各1台設置。中間車から移設する形となる。
また電動台車には増粘着装置（ミュージェット）を新設した。

このほか、2019年10月の21413Fを皮切りに車上ITVシステムの設置が開始された。2020年1月に出場した21434Fより本改造と同時に施工されるようになり、既存車については6月までに全車へ設置された。車体側面のカメラと運転台のITVモニタ（どちらも新設）によってホーム上の安全確認を行うもので、2020年6月のダイヤ改正より使用を開始している。

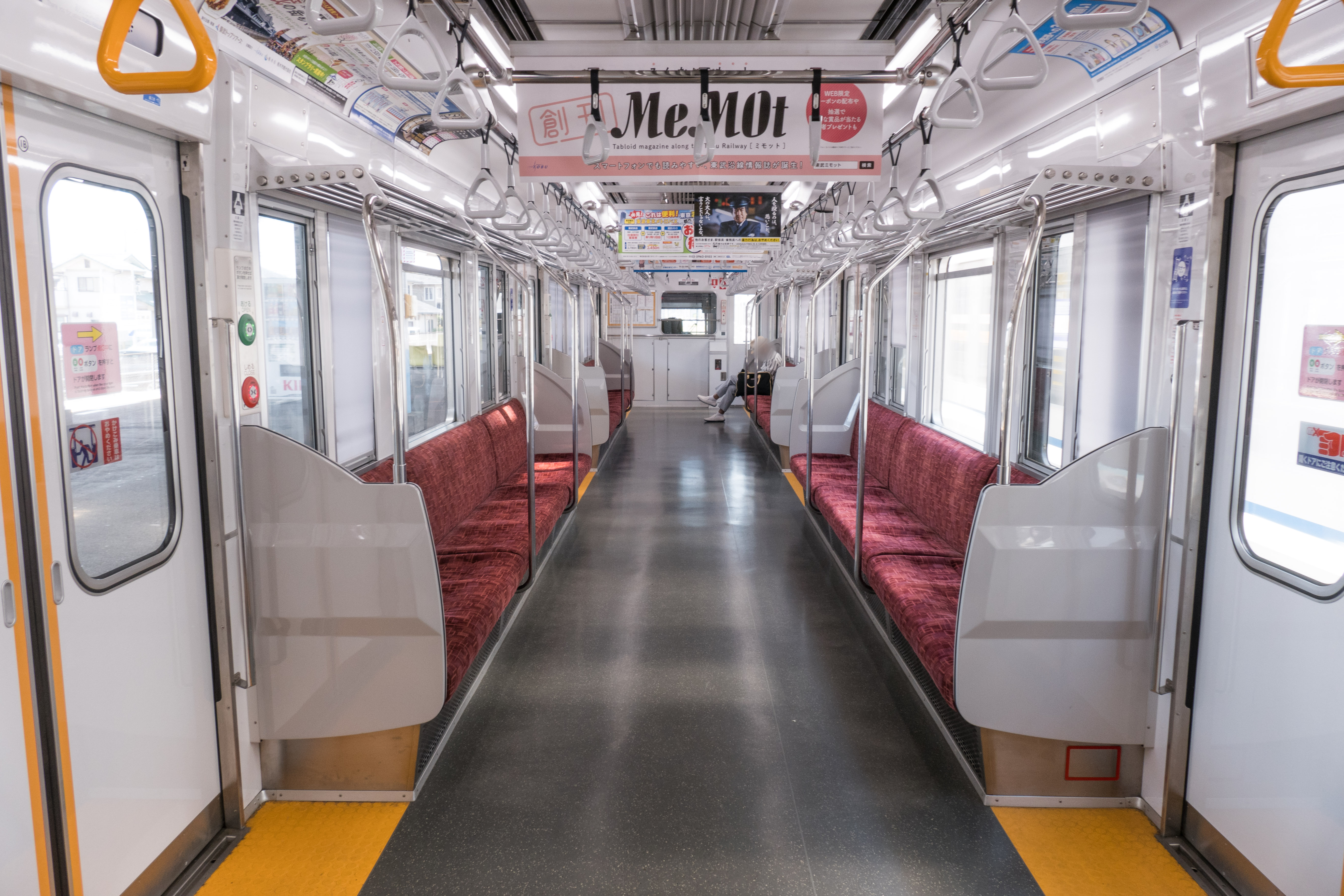
車内全景
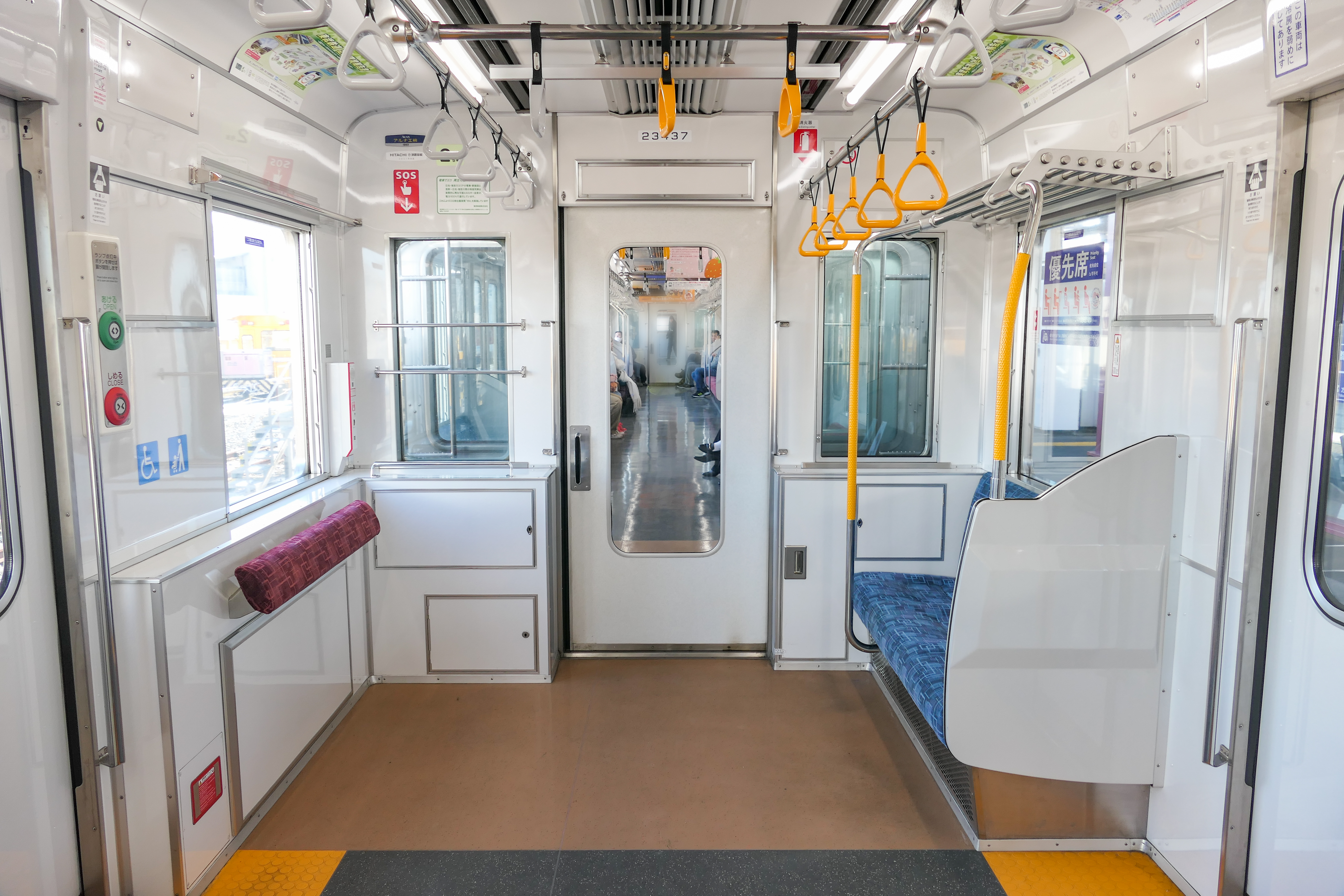
車端部のフリースペースと優先席
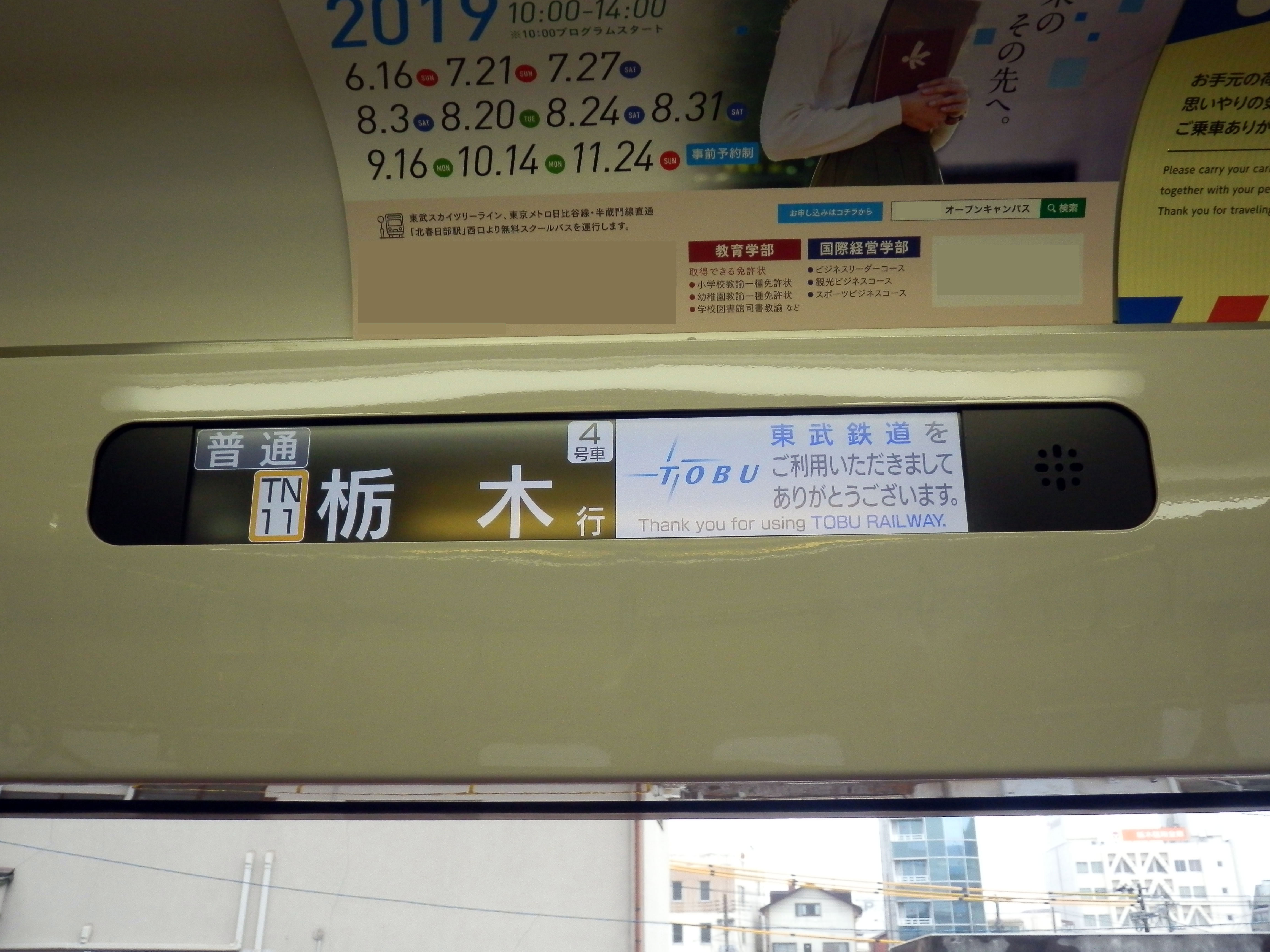
LCD式の車内表示器
車体側面のLED表示器

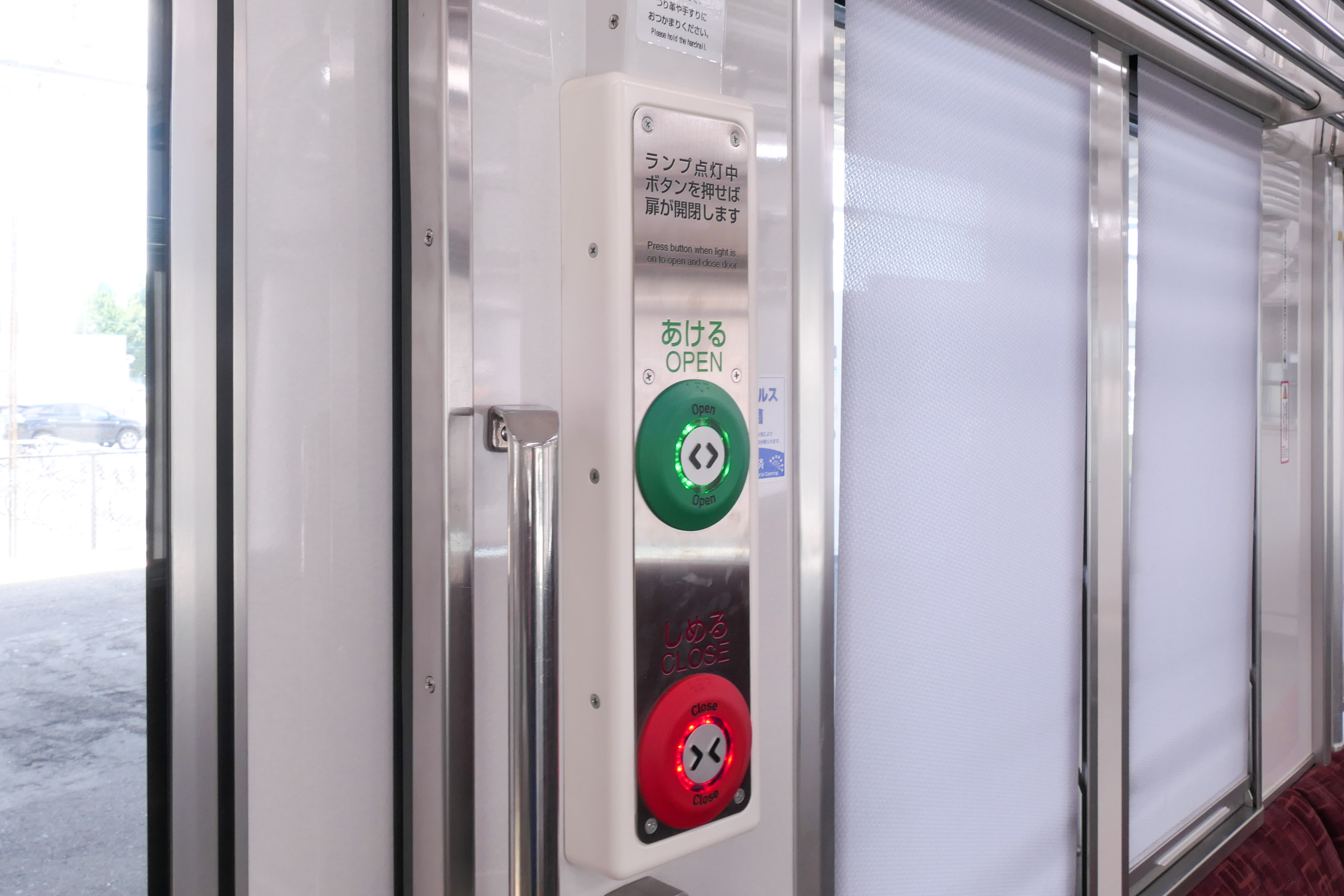
車内ドアスイッチ
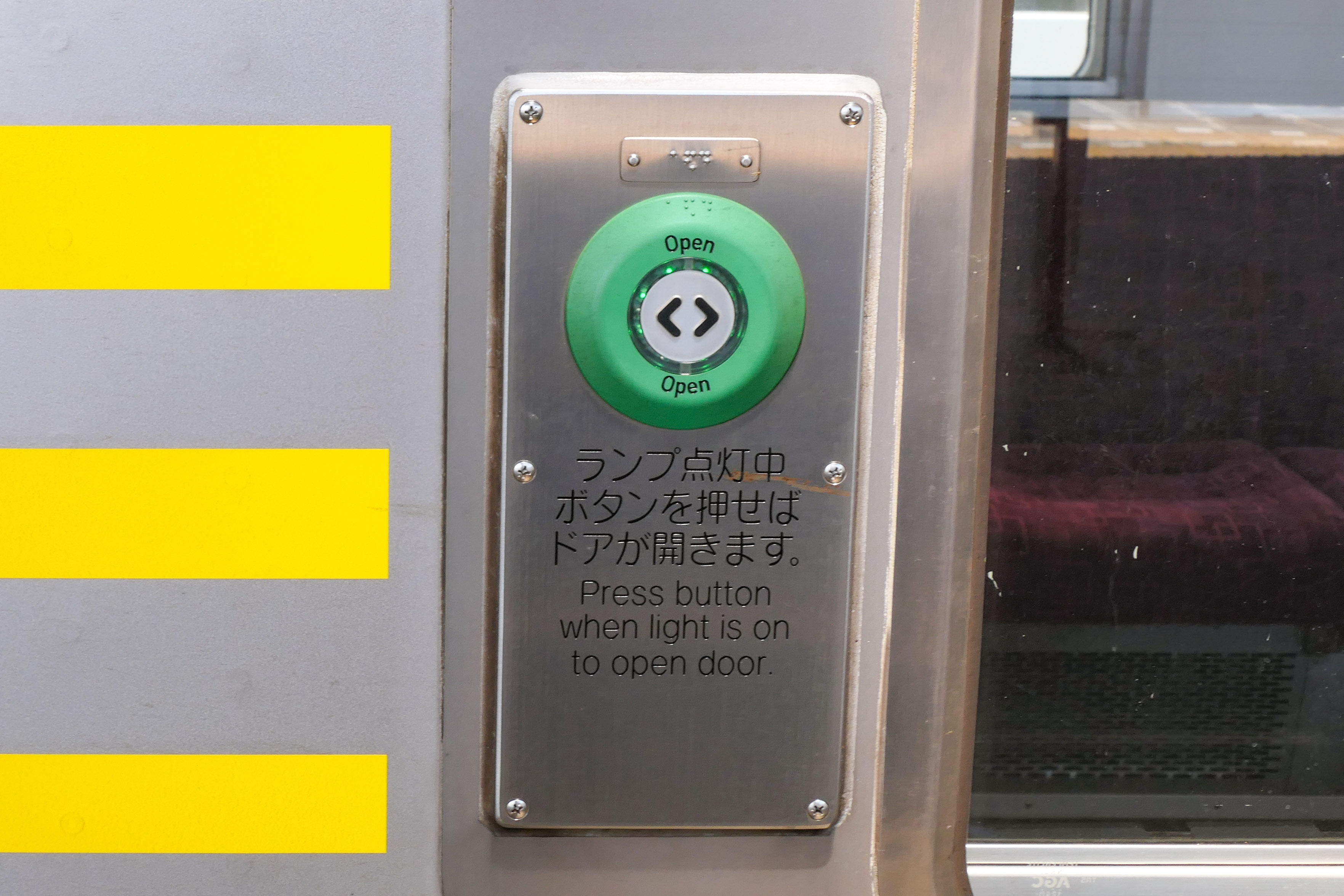
車外ドアスイッチ
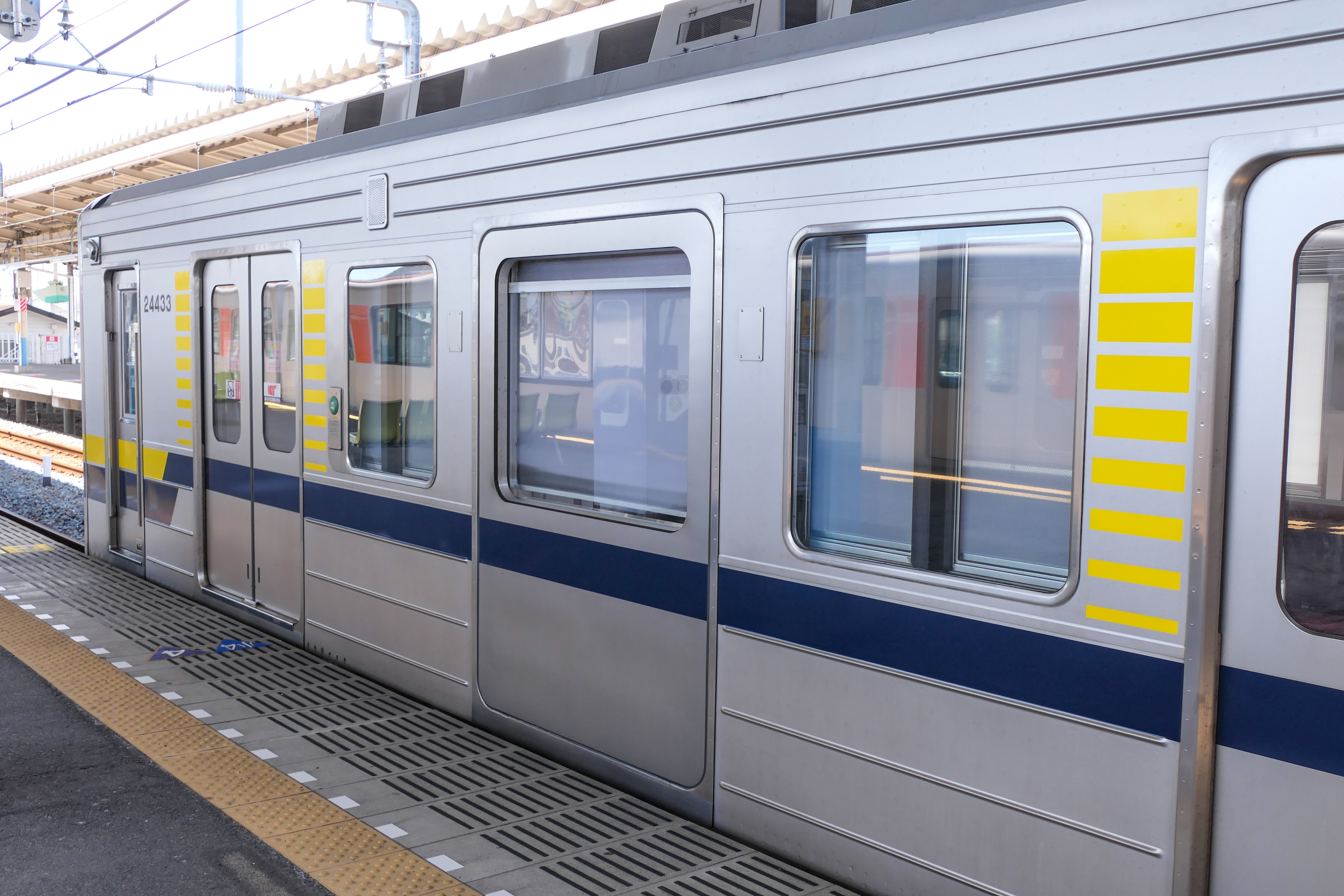
元5扉車の側面
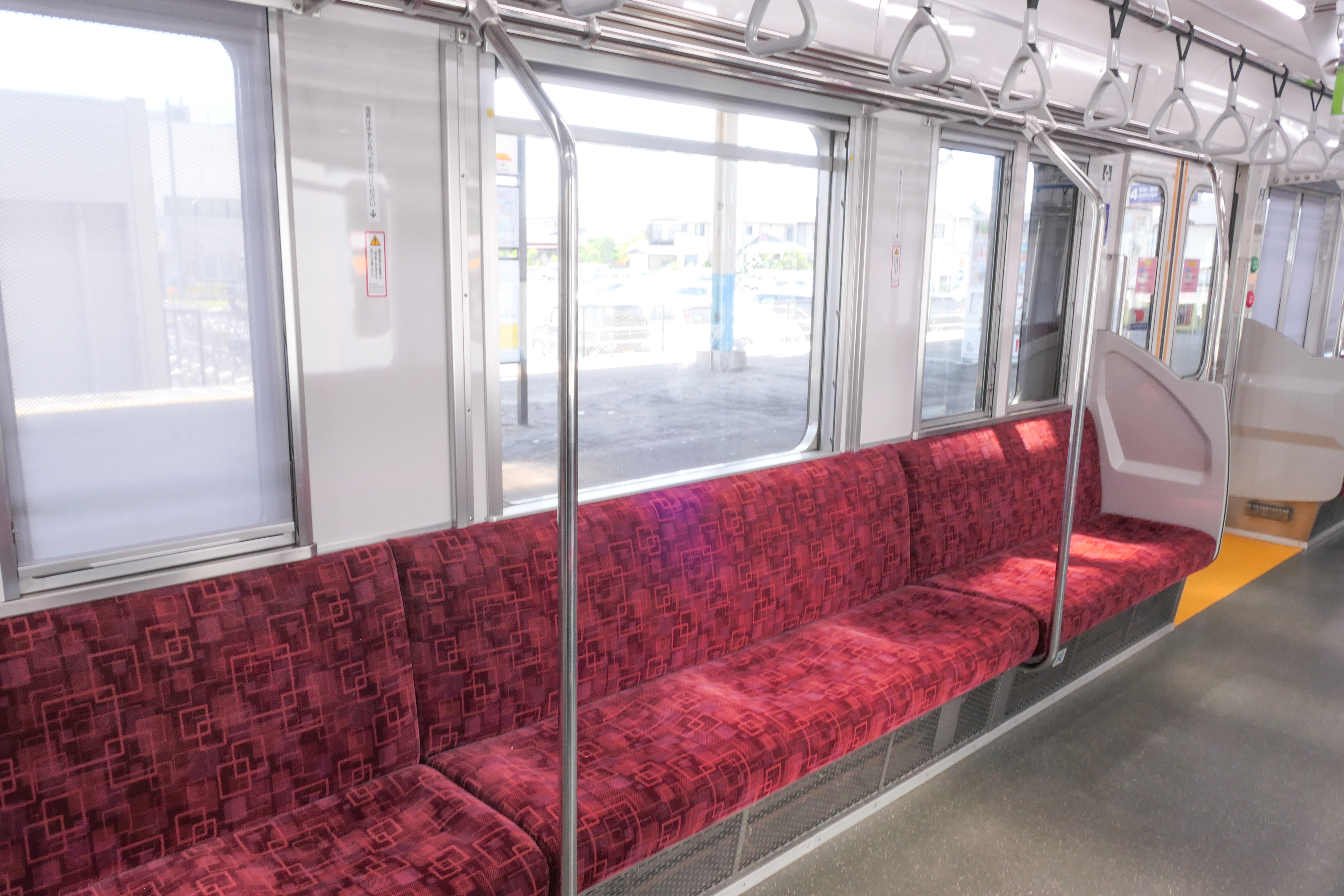
元5扉車の車内
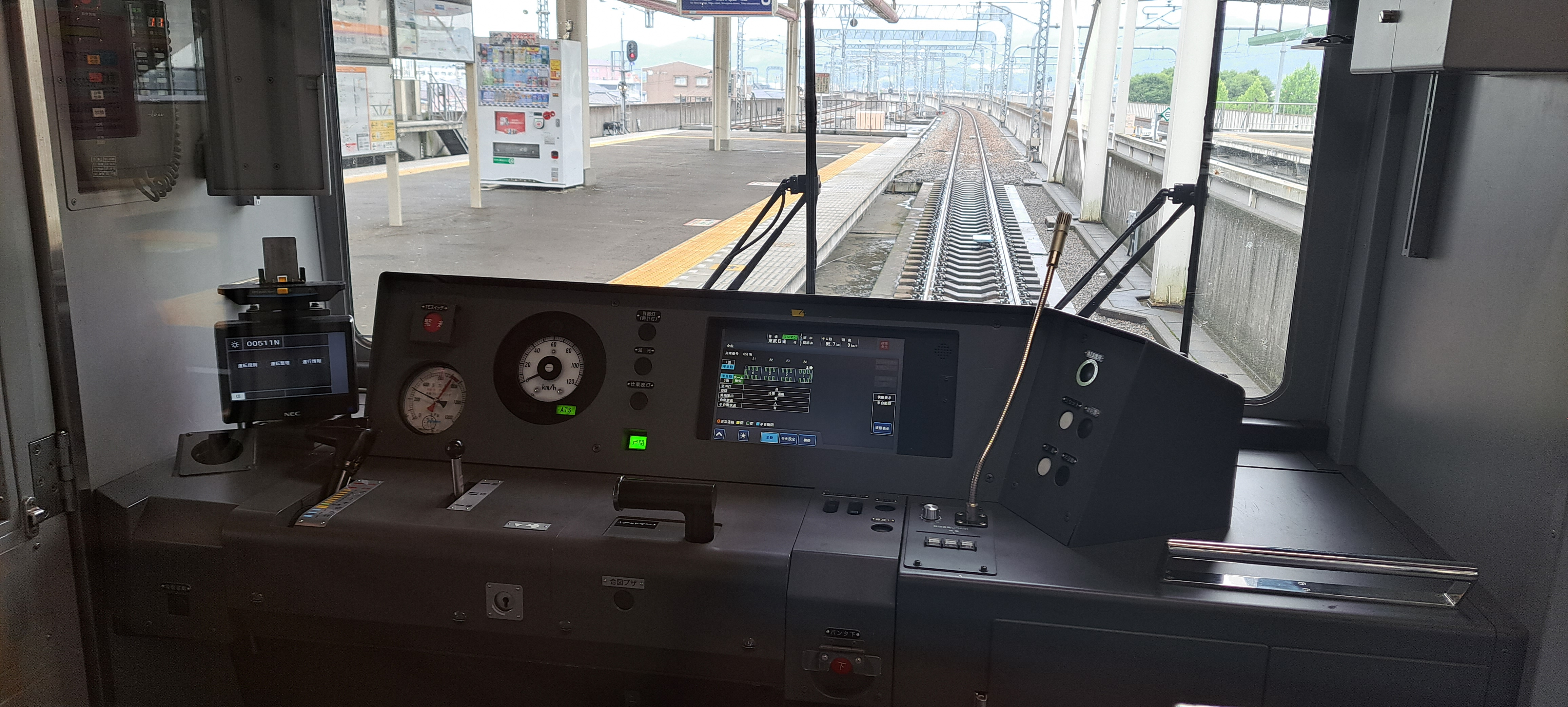
ワンハンドルマスコン化された運転台

## 運用

### 日比谷線直通時代
20000型・20050型・20070型は系列の違いによる運用の区別はなく、全編成共通で東武車の運用（運行番号の末尾「T」）で使用されていた。定期列車の走行区間は、南栗橋駅 - 北千住駅 - 日比谷線中目黒駅間であり、東急東横線への乗り入れはなかった。日比谷線への直通列車のほか、東武線内のみを走行する列車や、走行距離の調整で日比谷線内のみを走行する列車もあった。いずれも各駅停車で運行されていた。
2017年から日比谷線直通列車は70000系への置き換えが開始され、2020年3月27日に全車が日比谷線直通運用から撤退した。なお、20000型としては2020年3月26日に21807Fが、同年3月27日に21856Fが最後の運用となった。

### ワンマン化改造後
2018年9月3日から日光線の南栗橋駅 - 新栃木駅間と宇都宮線で営業運転を開始し、2019年5月までに同線の8000系をすべて置き換えた。運用開始当初は宇都宮線内完結もしくは栃木駅迄の運用が大半を占めたが、2019年9月24日より日光線南栗橋駅 - 新栃木駅間の日中の列車でも運用を開始し、順次同区間の6050系や10000系列を置き換えていった。2020年6月6日のダイヤ改正に合わせて同区間の10000系列をすべて置き換えると共に南栗橋駅 - 新栃木駅間でのワンマン運転を開始し、同年11月9日からは日光線新栃木駅 - 東武日光駅間でも運用が開始された。2021年7月1日からは鬼怒川線下今市駅 - 新藤原駅間および日光線の区間急行でも運用を開始し、同年11月16日からは日光線の急行にも進出した。最終的に2022年3月12日のダイヤ改正で6050系の運用をすべて置き換え、併せて区間急行が廃止されると共に日光線新栃木駅 - 東武日光駅間および鬼怒川線全線でのワンマン運転を開始した。

## 他社への譲渡

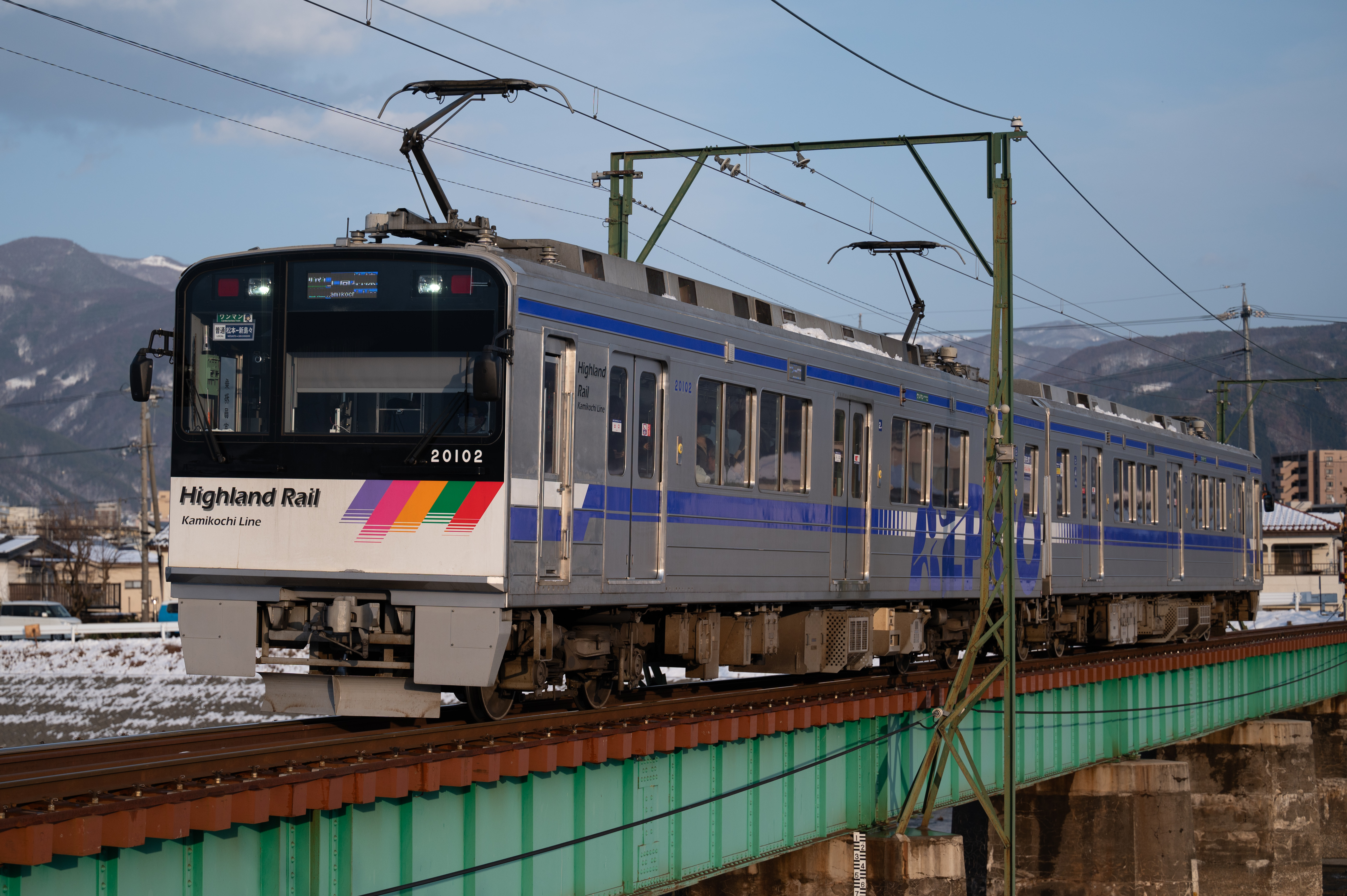
アルピコ交通に譲渡された20000系（20100形20101-20102）

20000型・20050型の中間電動車8両がアルピコ交通に譲渡され、京王重機整備にて先頭車化などの改造を施工し、2022年から2025年にかけて同社20100形として2両編成4本が導入された。東武鉄道の旅客用車両が他社に譲渡されるのは、1995年に上毛電気鉄道に導入された350型以来となる。

## 仕様
|                    | 20000型                                                                                              | 20050型                                                                | 20070型                                                                |
| ------------------ | --- | ---------------------------------------------------------------------- | ---------------------------------------------------------------------- |
| 1両あたり片側扉数  | 3扉                                                                                                  | 両端2両ずつが5扉 中間4両が3扉                                          | 3扉                                                                    |
| 製造時旅客案内装置 | なし                                                                                                 | LCD                                                                    | LED                                                                    |
| 制御装置           | AFE式主回路チョッパ ATRF-H8150-615B（東洋電機製造製）                                                | GTOサイリスタ素子方式VVVFインバータ ATR-H8150-RG642A（東洋電機製造製） | GTOサイリスタ素子方式VVVFインバータ ATR-H8150-RG642A（東洋電機製造製） |
| 制動装置           | 回生ブレーキ併用全電気指令式電磁直通空気ブレーキ（HRD-2R） 保安ブレーキ 抑圧ブレーキ（耐雪ブレーキ） | 回生ブレーキ併用全電気指令式電磁直通空気ブレーキ（HRD-2R）             | 回生ブレーキ併用全電気指令式電磁直通空気ブレーキ（HRD-2R）             |
| 駆動装置           | TD撓み板継手中空軸平行カルダン（TD-81）                                                              | TD撓み板継手中実軸平行カルダン（TD-88）                                | TD撓み板継手中実軸平行カルダン（TD-88）                                |
| 主電動機           | 直流複巻電動機 TM-83 出力140 kW                                                                      | 三相交流かご形誘導電動機 TM-92 出力150 kW                              | 三相交流かご形誘導電動機 TM-92 出力150 kW                              |
| 補助電源装置       | 東芝製GTOサイリスタ素子方式SIV（INV033-A0） 容量140 kVA                                              | 東芝製GTOサイリスタ素子方式SIV（INV033-A0） 容量140 kVA                | 東芝製IGBT素子方式SIV 容量190 kVA                                      |
| 起動加速度         | 3.3 km/h/s                                                                                           | 3.3 km/h/s                                                             | 3.3 km/h/s                                                             |
| 減速度             | 3.7 km/h/s（常用）、4.5 km/h/s（非常）                                                               | 3.7 km/h/s（常用）、4.5 km/h/s（非常）                                 | 3.7 km/h/s（常用）、4.5 km/h/s（非常）                                 |
| 営業最高速度       | 100 km/h（日比谷線内80 km/h)                                                                         | 100 km/h（日比谷線内80 km/h)                                           | 100 km/h（日比谷線内80 km/h)                                           |
| 歯車比             | 5.44                                                                                                 | 6.21                                                                   | 6.21                                                                   |

|                   | 20410型                                                                | 20420型                                                                | 20430型                                                                | 20440型                                                                |
| ----------------- | ---------------------------------------------------------------------- | ---------------------------------------------------------------------- | ---------------------------------------------------------------------- | ---------------------------------------------------------------------- |
| 1両あたり片側扉数 | 3扉                                                                    | 3扉                                                                    | 3扉                                                                    | 3扉                                                                    |
| 台車              | TRS-921T(Tc車) TRS-921M(M車)                                           | TRS-87T(Tc車) TRS-921M(M車)                                            | TRS-92T(Tc車) TRS-92M(M車)                                             | TRS-87T(Tc車) TRS-92M(M車)                                             |
| 制御装置          | GTOサイリスタ素子方式VVVFインバータ ATR-H8150-RG642A（東洋電機製造製） | GTOサイリスタ素子方式VVVFインバータ ATR-H8150-RG642A（東洋電機製造製） | GTOサイリスタ素子方式VVVFインバータ ATR-H8150-RG642A（東洋電機製造製） | GTOサイリスタ素子方式VVVFインバータ ATR-H8150-RG642A（東洋電機製造製） |
| 制動装置          | 回生ブレーキ併用電気指令式空気ブレーキ（HRDA-2）                       | 回生ブレーキ併用電気指令式空気ブレーキ（HRDA-2）                       | 回生ブレーキ併用電気指令式空気ブレーキ（HRDA-2）                       | 回生ブレーキ併用電気指令式空気ブレーキ（HRDA-2）                       |
| 駆動装置          | TD撓み板継手中実軸平行カルダン（TD-88）                                | TD撓み板継手中実軸平行カルダン（TD-88）                                | TD撓み板継手中実軸平行カルダン（TD-88）                                | TD撓み板継手中実軸平行カルダン（TD-88）                                |
| 主電動機          | 三相交流かご形誘導電動機 TM-92 出力150 kW                              | 三相交流かご形誘導電動機 TM-92 出力150 kW                              | 三相交流かご形誘導電動機 TM-92 出力150 kW                              | 三相交流かご形誘導電動機 TM-92 出力150 kW                              |
| 補助電源装置      | 東芝製IGBT素子方式SIV 容量190 kVA                                      | 東芝製IGBT素子方式SIV 容量190 kVA                                      | 東芝製GTOサイリスタ素子方式SIV（INV033-A0） 容量140 kVA                | 東芝製GTOサイリスタ素子方式SIV（INV033-A0） 容量140 kVA                |
| 起動加速度        | 2.23 km/h/s                                                            | 2.23 km/h/s                                                            | 2.23 km/h/s                                                            | 2.23 km/h/s                                                            |
| 減速度            | 3.7 km/h/s（常用）、4.5 km/h/s（非常）                                 | 3.7 km/h/s（常用）、4.5 km/h/s（非常）                                 | 3.7 km/h/s（常用）、4.5 km/h/s（非常）                                 | 3.7 km/h/s（常用）、4.5 km/h/s（非常）                                 |
| 設計最高速度      | 110 km/h                                                               | 110 km/h                                                               | 110 km/h                                                               | 110 km/h                                                               |
| 歯車比            | 6.21                                                                   | 6.21                                                                   | 6.21                                                                   | 6.21                                                                   |

## 編成表
|          | ← 中目黒南栗橋 →  |                  |                  |                  |                  |                  |                  |                   |
| 号車     | 8                 | 7                | 6                | 5                | 4                | 3                | 2                | 1                 |
| 形式     | クハ21800形 (Tc1) | モハ22800形 (M1) | モハ23800形 (M2) | モハ24800形 (M1) | モハ25800形 (M3) | モハ26800形 (M1) | モハ27800形 (M4) | クハ28800形 (Tc2) |
| 搭載機器 |                   | CHOP             | G-SIV,CP         | CHOP             | CP,CP            | CHOP             | G-SIV            |                   |
| 車両番号 | 21801 ： 21813    | 22801 ： 22813   | 23801 ： 23813   | 24801 ： 24813   | 25801 ： 25813   | 26801 ： 26813   | 27801 ： 27813   | 28801 ： 28813    |
| 形式     | クハ21850形 (Tc3) | モハ22850形 (M5) | モハ23850形 (M2) | モハ24850形 (M7) | モハ25850形 (M3) | モハ26850形 (M7) | モハ27850形 (M6) | クハ28850形 (Tc4) |
| 搭載機器 |                   | VVVF             | G-SIV,CP         | VVVF             | CP,CP            | VVVF             | G-SIV            |                   |
| 車両番号 | 21851 ： 21858    | 22851 ： 22858   | 23851 ： 23858   | 24851 ： 24858   | 25851 ： 25858   | 26851 ： 26858   | 27851 ： 27858   | 28851 ： 28858    |
| 形式     | クハ21870形 (Tc1) | モハ22870形 (M1) | モハ23870形 (M2) | モハ24870形 (M3) | モハ25870形 (M4) | モハ26870形 (M3) | モハ27870形 (M5) | クハ28870形 (Tc2) |
| 搭載機器 |                   | VVVF             | I-SIV,CP         | VVVF             | CP,CP            | VVVF             | I-SIV            |                   |
| 車両番号 | 21871 ： 21873    | 22871 ： 22873   | 23871 ： 23873   | 24871 ： 24873   | 25871 ： 25873   | 26871 ： 26873   | 27871 ： 27873   | 28871 ： 28873    |

|          | ← 南栗橋東武宇都宮・東武日光・新藤原 → |                  |                  |                   |
| 号車     | 4                                      | 3                | 2                | 1                 |
| 形式     | クハ21410形 (Tc1)                      | モハ22410形 (M1) | モハ23410形 (M2) | クハ24410形 (Tc2) |
| 種車     | クハ21870形                            | モハ22870形      | モハ23870形      | クハ28870形       |
| 搭載機器 | CP                                     | VVVF             | I-SIV            | CP                |
| 車両番号 | 21411 ： 21413                         | 22411 ： 22413   | 23411 ： 23413   | 24411 ： 24413    |
| 形式     | クハ21420形 (Tc1)                      | モハ22420形 (M1) | モハ23420形 (M2) | クハ24420形 (Tc2) |
| 種車     | クハ21800形                            | モハ26870形      | モハ27870形      | クハ28800形       |
| 搭載機器 | CP                                     | VVVF             | I-SIV            | CP                |
| 車両番号 | 21421 ： 21423                         | 22421 ： 22423   | 23421 ： 23423   | 24421 ： 24423    |
| 形式     | クハ21430形 (Tc1)                      | モハ22430形 (M1) | モハ23430形 (M2) | クハ24430形 (Tc2) |
| 種車     | クハ21850形                            | モハ24850形      | モハ23850形      | クハ28850形       |
| 搭載機器 | CP                                     | VVVF             | G-SIV            | CP                |
| 車両番号 | 21431 ： 21438                         | 22431 ： 22438   | 23431 ： 23438   | 24431 ： 24438    |
| 形式     | クハ21440形 (Tc1)                      | モハ22440形 (M1) | モハ23440形 (M2) | クハ24440形 (Tc2) |
| 種車     | クハ21800形                            | モハ26850形      | モハ27850形      | クハ28800形       |
| 搭載機器 | CP                                     | VVVF             | G-SIV            | CP                |
| 車両番号 | 21441 ： 21448                         | 22441 ： 22448   | 23441 ： 23448   | 24441 ： 24448    |

凡例
- CHOP：主制御器（チョッパ制御）
- VVVF：主制御器（VVVFインバータ制御）
- CP：空気圧縮機
- G-SIV：静止形インバータ（GTO素子・140 kVA）
- I-SIV：静止形インバータ（IGBT素子・190 kVA）
- 車両番号の太字は20050型は5扉車、20400型は元5扉車を表す。